# Leichtathletik-Weltmeisterschaften 2011/Teilnehmer (Brasilien)
| Gelbes Symbol für Goldmedaillen mit stilisierten Olympischen Ringen | Graues Symbol für Silbermedaillen mit stilisierten Olympischen Ringen | Braundes Symbol für Bronzemedaillen mit stilisierten Olympischen Ringen |
| ------------------------------------------------------------------- | --------------------------------------------------------------------- | ----------------------------------------------------------------------- |
| 1                                                                   | —                                                                     | —                                                                       |

Der brasilianische Leichtathletik-Verband stellte bei den Leichtathletik-Weltmeisterschaften 2011 im koreanischen Daegu 26 Teilnehmer.

## Ergebnisse

### Männer

#### Laufdisziplinen
| Athlet                                                     | Disziplin    | Vorlauf     | Vorlauf | Halbfinale    | Halbfinale    | Finale        | Finale        |
| Athlet                                                     | Disziplin    | Zeit        | Platz   | Zeit          | Platz         | Zeit          | Platz         |
| ---------------------------------------------------------- | ------------ | ----------- | ------- | ------------- | ------------- | ------------- | ------------- |
| Nilson André                                               | 100 m        | 10,54 s     | 34      | ausgeschieden | ausgeschieden | ausgeschieden | ausgeschieden |
| Nilson André                                               | 200 m        | 20,93 s     | 31      | ausgeschieden | ausgeschieden | ausgeschieden | ausgeschieden |
| Bruno de Barros                                            | 200 m        | 20,63 s     | 11      | 20,54 s       | 7             | 20,31 s       | 6             |
| Sandro Viana                                               | 200 m        | 20,62 s     | 10      | DSQ           | DSQ           | ausgeschieden | ausgeschieden |
| Fernando Da Silva                                          | 800 m        | 1:51,58 min | 38      | ausgeschieden | ausgeschieden | ausgeschieden | ausgeschieden |
| Kléberson Davide                                           | 800 m        | 1:46,06 min | 4       | 1:45,06 min   | 7             | ausgeschieden | ausgeschieden |
| Lutimar Paes                                               | 800 m        | 1:48,97 min | 34      | ausgeschieden | ausgeschieden | ausgeschieden | ausgeschieden |
| Mahau Suguimati                                            | 400 m Hürden | 49,74 s     | 20      | 50,89 s       | 23            | ausgeschieden | ausgeschieden |
| Caio Bonfim                                                | 20 km Gehen  |             |         |               |               | 1:24:29 h     | 21            |
| Moacir Zimmermann                                          | 20 km Gehen  |             |         |               |               | DSQ           | DSQ           |
| Diego Cavalcanti Sandro Viana Nilson André Bruno de Barros | 4 × 100 m    | DSQ         | DSQ     |               |               | ausgeschieden | ausgeschieden |

#### Sprung/Wurf
| Athlet           | Disziplin      | Qualifikation | Qualifikation | Finale        | Finale        |
| Athlet           | Disziplin      | Weite/Höhe    | Platz         | Weite/Höhe    | Platz         |
| ---------------- | -------------- | ------------- | ------------- | ------------- | ------------- |
| Fábio da Silva   | Stabhochsprung | 5,65 m        | 6             | 5,65 m        | 8             |
| Jefferson Sabino | Dreisprung     | 16,51 m       | 17            | ausgeschieden | ausgeschieden |

#### Zehnkampf
| Athlet                 | Disziplin | 100 m      | Weit- sprung | Kugel- stoßen | Hoch- sprung | 400 m      | 110 m Hürden | Diskus- wurf | Stabhoch- sprung | Speer- wurf | 1500 m      | Punkte | Platz |
| ---------------------- | --------- | ---------- | ------------ | ------------- | ------------ | ---------- | ------------ | ------------ | ---------------- | ----------- | ----------- | ------ | ----- |
| Luiz Alberto de Araújo | Ergebnis  | 10,71 s SB | 6,74 m       | 14,77 m       | 1,90 m       | 48,48 s PB | 4,25 s PB    | 46,46 m      | 4,70 m PB        | 54,38 m     | 4:47,29 min | 7902   | 16    |
| Luiz Alberto de Araújo | Punkte    | 926        | 753          | 776           | 714          | 886        | 942          | 797          | 819              | 654         | 635         | 7902   | 16    |

### Frauen

#### Laufdisziplinen
| Athletin                                                                 | Disziplin    | Vorlauf     | Vorlauf | Halbfinale    | Halbfinale    | Finale        | Finale        |
| Athletin                                                                 | Disziplin    | Zeit        | Platz   | Zeit          | Platz         | Zeit          | Platz         |
| ------------------------------------------------------------------------ | ------------ | ----------- | ------- | ------------- | ------------- | ------------- | ------------- |
| Rosângela Santos                                                         | 100 m        | 11,36 s     | 26      | 11,61 s       | 24            | ausgeschieden | ausgeschieden |
| Ana Cláudia Silva                                                        | 100 m        | 11,26 s     | 15      | 11,55 s       | 20            | ausgeschieden | ausgeschieden |
| Ana Cláudia Silva                                                        | 200 m        | 22,96 s     | 16      | 22,97 s       | 11            | ausgeschieden | ausgeschieden |
| Vanda Gomes                                                              | 200 m        | 23,70 s     | 28      | ausgeschieden | ausgeschieden | ausgeschieden | ausgeschieden |
| Geisa Aparecida Coutinho                                                 | 400 m        | 52,15 s     | 13      | 51,87 s       | 14            | ausgeschieden | ausgeschieden |
| Jaílma de Lima                                                           | 400 m Hürden | 57,21 s     | 28      | ausgeschieden | ausgeschieden | ausgeschieden | ausgeschieden |
| Ana Cláudia Silva Vanda Gomes Franciela Krasucki Rosângela Santos        | 4 × 100 m    | 42,92 s AR  | 7       |               |               | 43,10 s       | 7             |
| Geisa Aparecida Coutinho Bárbara de Oliveira Joelma Sousa Jaílma de Lima | 4 × 400 m    | 3:32,43 min | 17      |               |               | ausgeschieden | ausgeschieden |

#### Sprung/Wurf
| Athletin           | Disziplin      | Qualifikation | Qualifikation | Finale        | Finale        |
| Athletin           | Disziplin      | Weite/Höhe    | Platz         | Weite/Höhe    | Platz         |
| ------------------ | -------------- | ------------- | ------------- | ------------- | ------------- |
| Fabiana Murer      | Stabhochsprung | 4,55 m        | 1             | 4,85 m AR     | Gold          |
| Keila Costa        | Weitsprung     | 6,26 m        | 24            | ausgeschieden | ausgeschieden |
| Maurren Higa Maggi | Weitsprung     | 6,86 m        | 1             | 6,17 m        | 11            |
| Elisângela Adriano | Diskuswurf     | 56,45 m       | 22            | ausgeschieden | ausgeschieden |
| Andressa de Morais | Diskuswurf     | 57,93 m       | 18            | ausgeschieden | ausgeschieden |